# Сталевий нагрудник
Сталевий нагрудник (СН) — індивідуальний захисний засіб типу кіраси, найпростіший бронежилет. Застосовувався, зокрема в Першу світову війну і Другу Світову Війну.

## Радянські моделі
Було створено декілька моделей (число позначає рік розробки):
- СН-38
- СН-39
- СН-40, СН-40А
- СН-42 був зроблений з 2-мм сталі і важив 3,5 кг.
- СН-46

Сталевими нагрудниками (поряд зі звичайними сталевими шоломами (касками) оснащувалися бійці штурмових інженерно-саперних бригад Резерву Верховного Головнокомандування, за що їх іноді називали «панцирною піхотою». Нагрудник був призначений для захисту від багнета, дрібних осколків і пістолетних куль, забезпечуючи захист від ураження з пістолета-кулемета MP-38/40 з відстані 10 м. Також з відстані 100—150 м витримував постріл з гвинтівки Gewehr 41, але тільки якщо куля йшла по дотичній.
Німці дуже цінували трофейні сталеві нагрудники і навіть робили свої копії (в обмежених кількостях і тільки для частин СС).
За сучасними стандартами відповідає бронежилету класу 2.

## Застосування

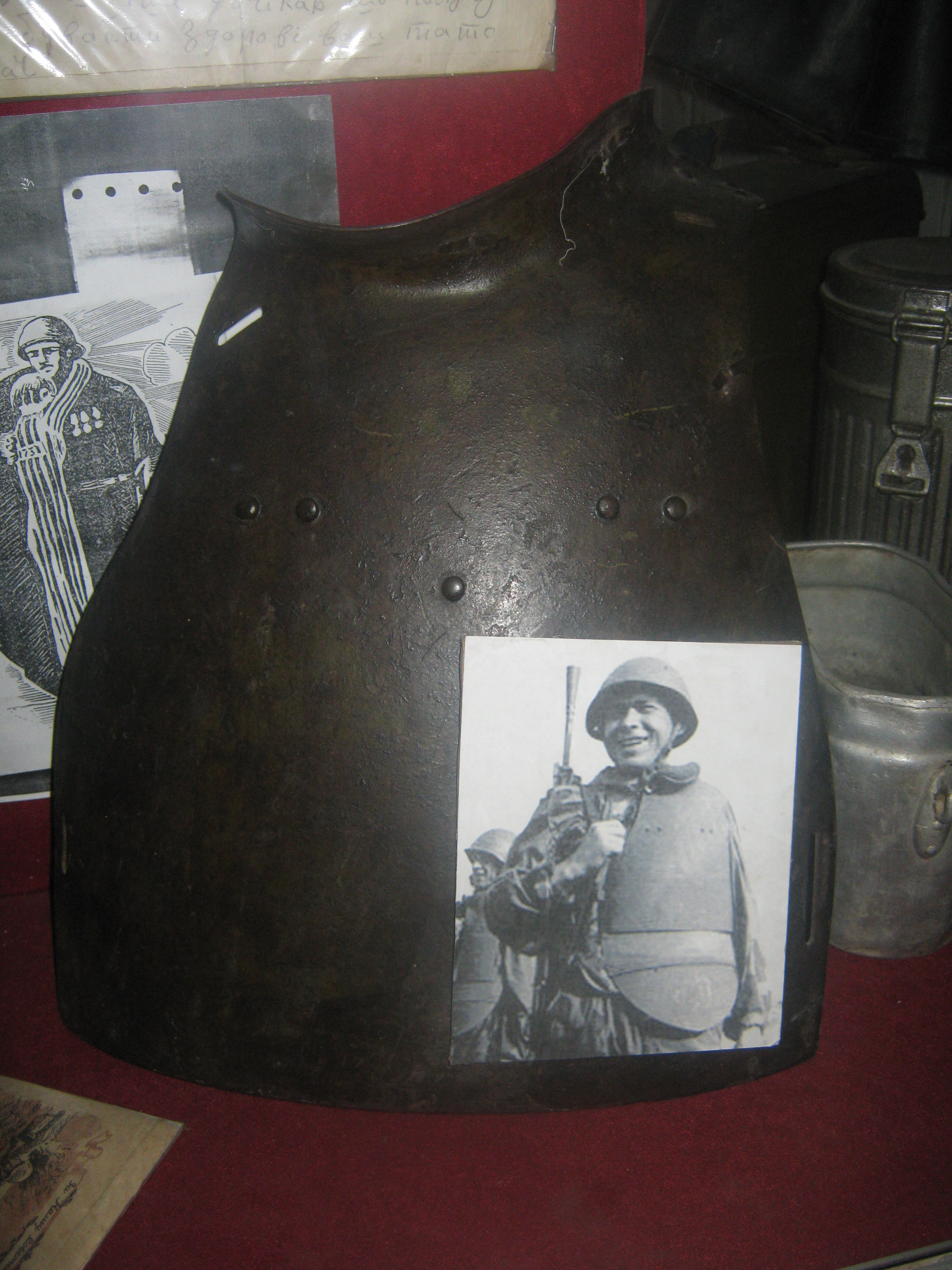
Фотографія верхньої частини сталевого нагрудника з музею Кам'янець-Подільської фортеці

Сталевий нагрудник СН-42 почав надходити у війська в 1942 року. СН-42 використовувалися під час Сталінградської битви.
Оцінки нагрудника фронтовиками неоднозначна: є як хвалебні, так і негативні відгуки. Нагрудник добре зарекомендував себе у вуличних боях при штурмі міст, в рукопашній сутичці, коли боєць йшов або біг. У той же час у польових умовах бійці штурмових бригад більше пересувалися по-пластунськи, і нагрудники ставали непотрібною перешкодою.
Спроби застосовувати їх в атаках під вогнем кулеметів і артилерії призводили лише до серйозних втрат.

## Див.також
- Подібні конструкції (Sappenpanzer) застосовувалися Німецької армією під час Першої Світової війни
- OTV